# Glutops medius
Glutops medius är en tvåvingeart som beskrevs av Teskey 1970. Glutops medius ingår i släktet Glutops och familjen Pelecorhynchidae.
Artens utbredningsområde är Kalifornien. Inga underarter finns listade i Catalogue of Life.